# Scelotrichia marshalli
Scelotrichia marshalli är en nattsländeart som först beskrevs av Statzner 1977.  Scelotrichia marshalli ingår i släktet Scelotrichia och familjen smånattsländor. Inga underarter finns listade i Catalogue of Life.